# Де-Вейк
Де-Вейк (нід. De Wijk) — село в нідерландській провінції Дренте. Входить до муніципалітету Де-Волден.
Його площа становить 10,90 км², а населення станом на 2021 рік складало 2 965 осіб.
До 1998 року мало статус окремого муніципалітету.

## Галерея

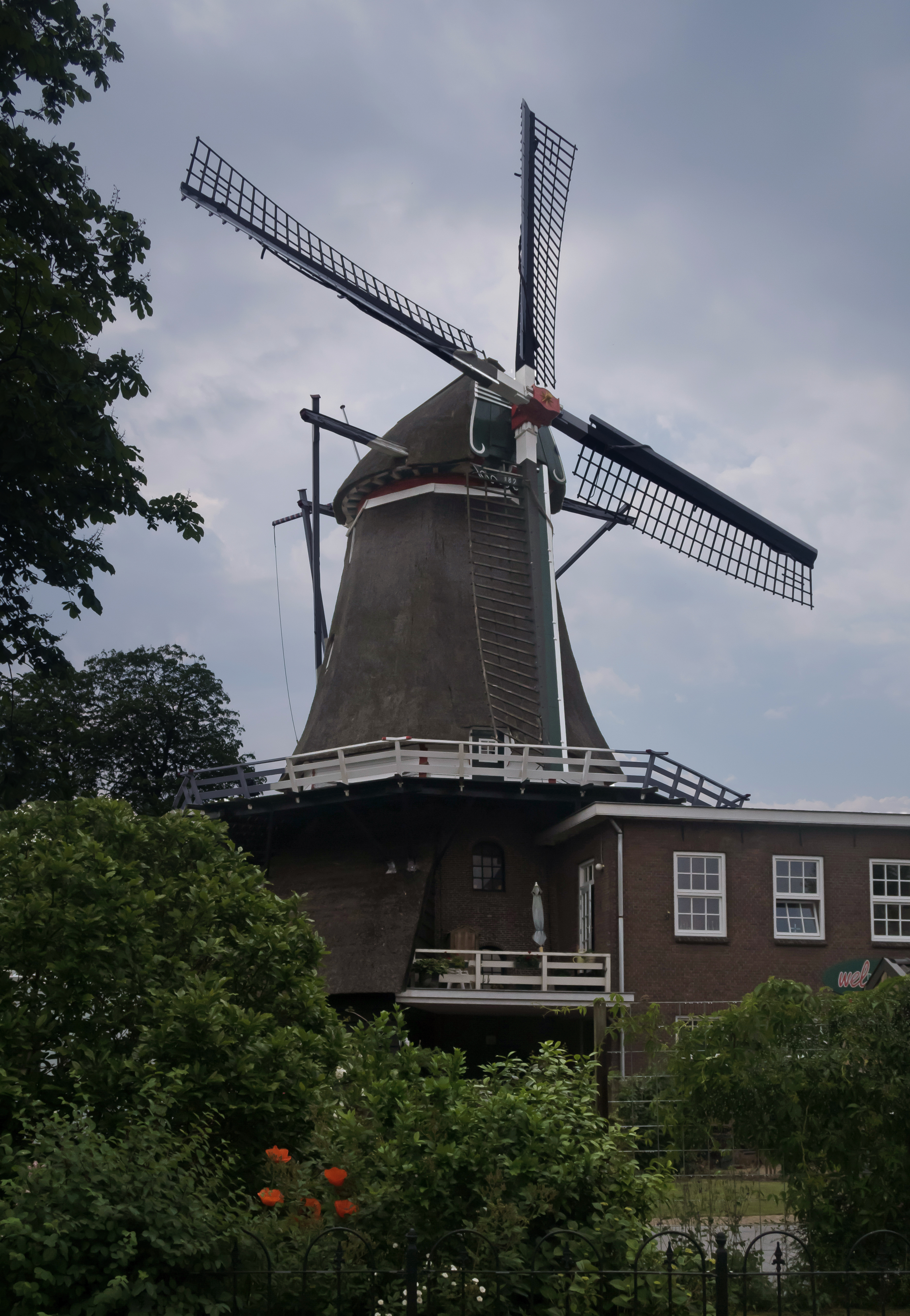
Вітряк у селі
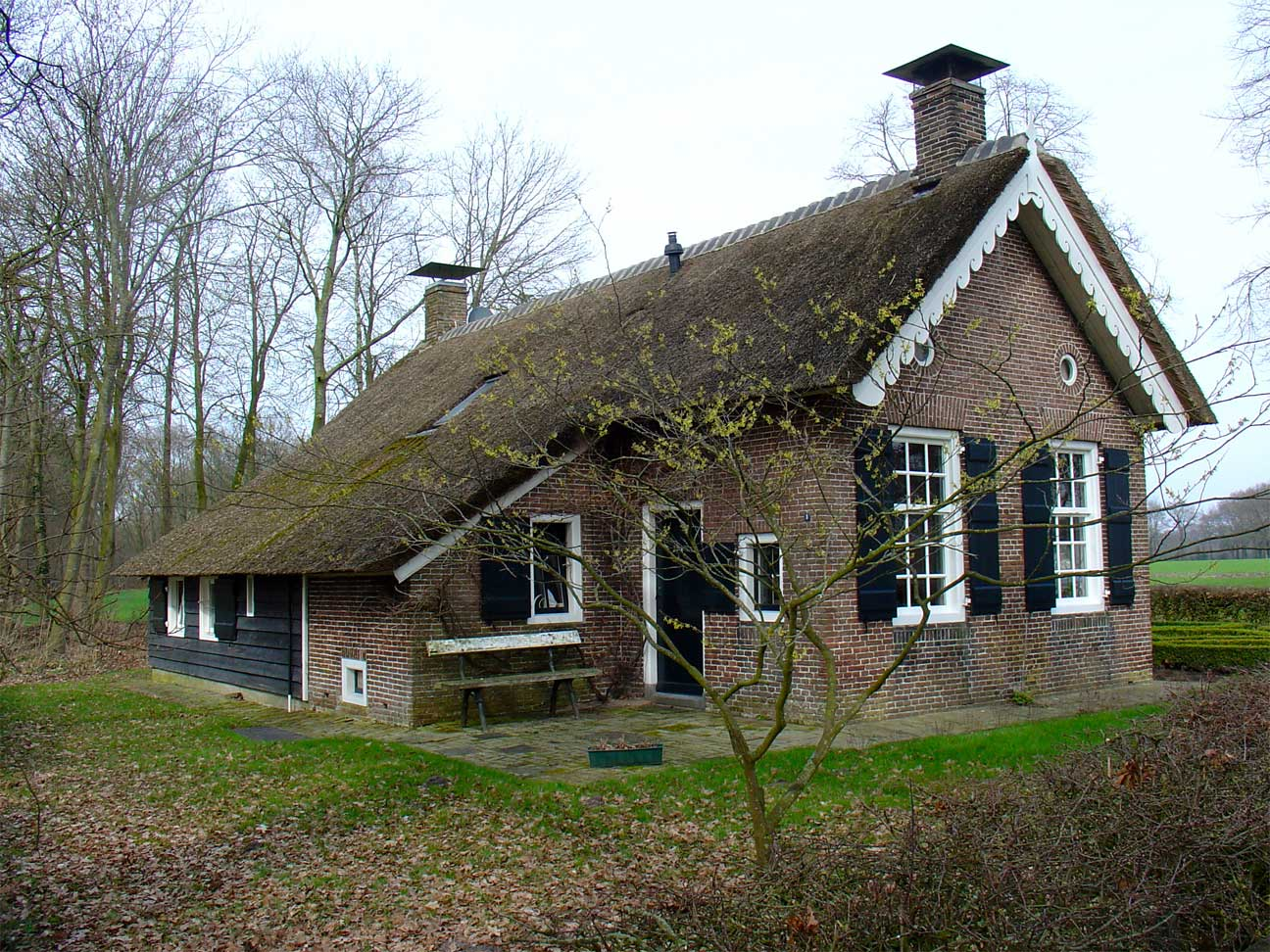
Ферма у Де-Вейку
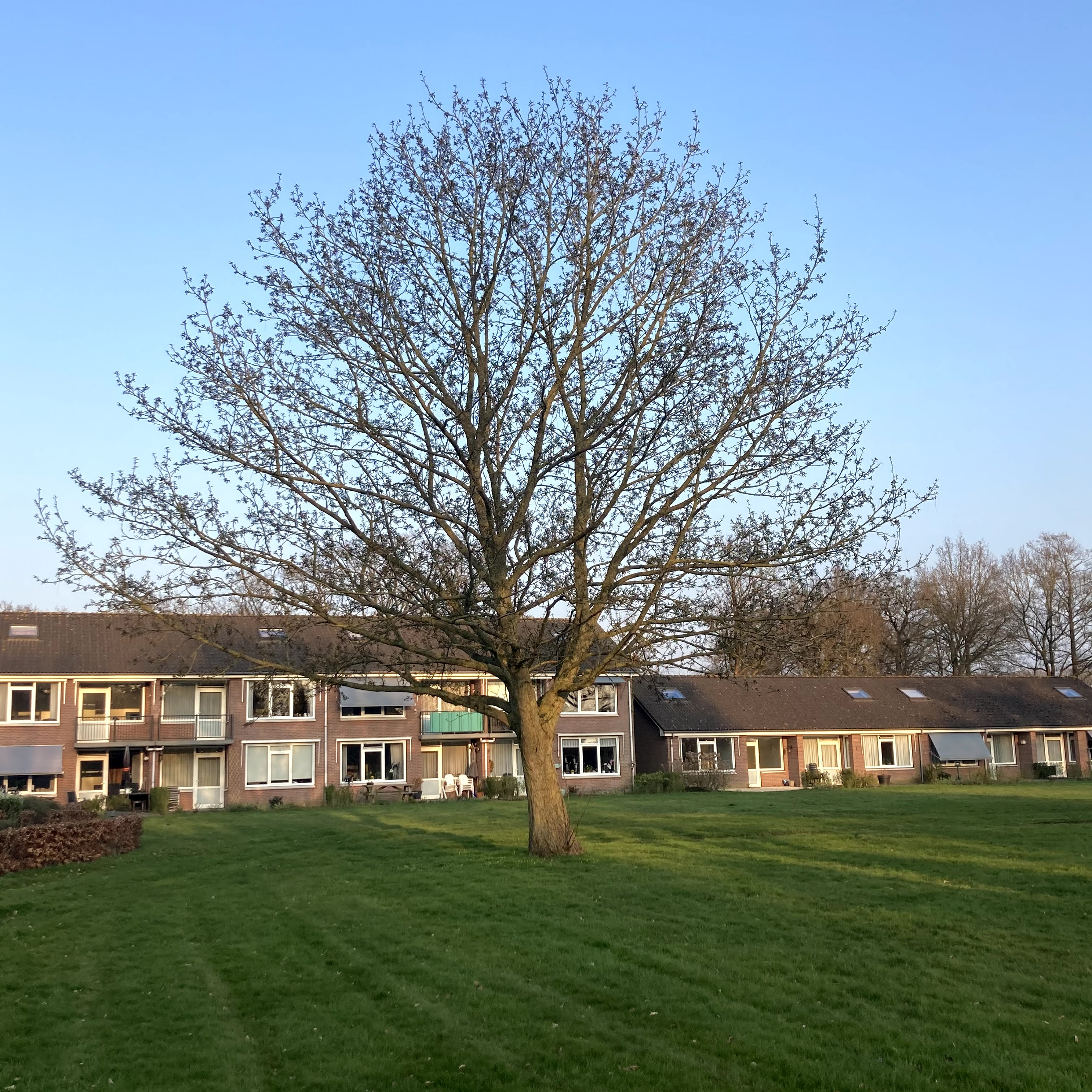
Вид на Де-Вейк
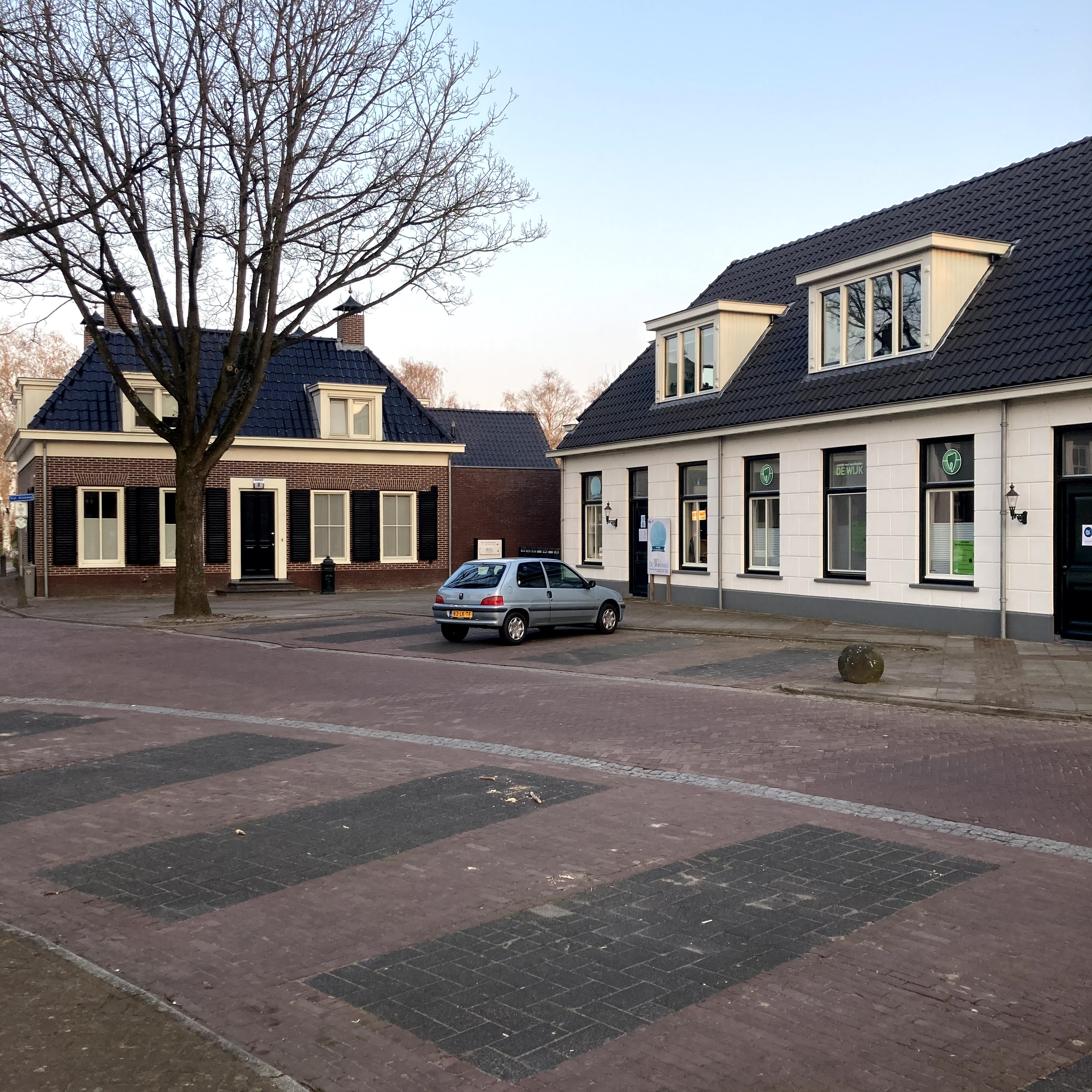
Вулична панорама